# رزم‌نامه

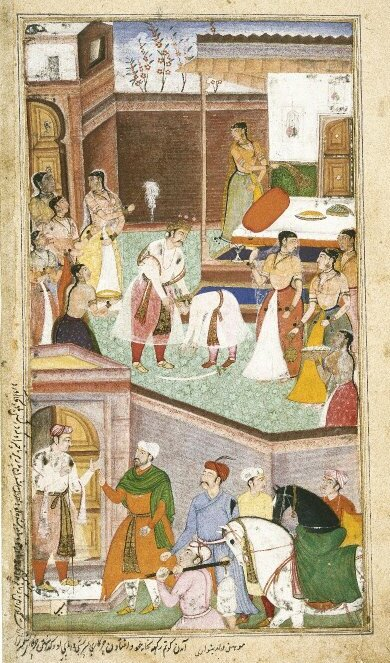
برگی از رزم‌نامه موزه بروکلین.

رزم‌نامه (اردو: رزم نامہ، هندی: रज़्मनामा، آوانگاری: Razm Nāma) ترجمه‌ای فارسی از مهاباراتا است. در سال ۱۵۷۴ اکبر کبیر یک عبادت‌خانه یا یک ترجمه‌خانه در فاتح پور سیکری تأسیس کرد. او چند نفر را برای ترجمهٔ آثار سانسکریت مهم مانند راجترنگنی، رامایانا و مهاباراتا به زبان فارسی مأمور کرد.

## نسخه نخست

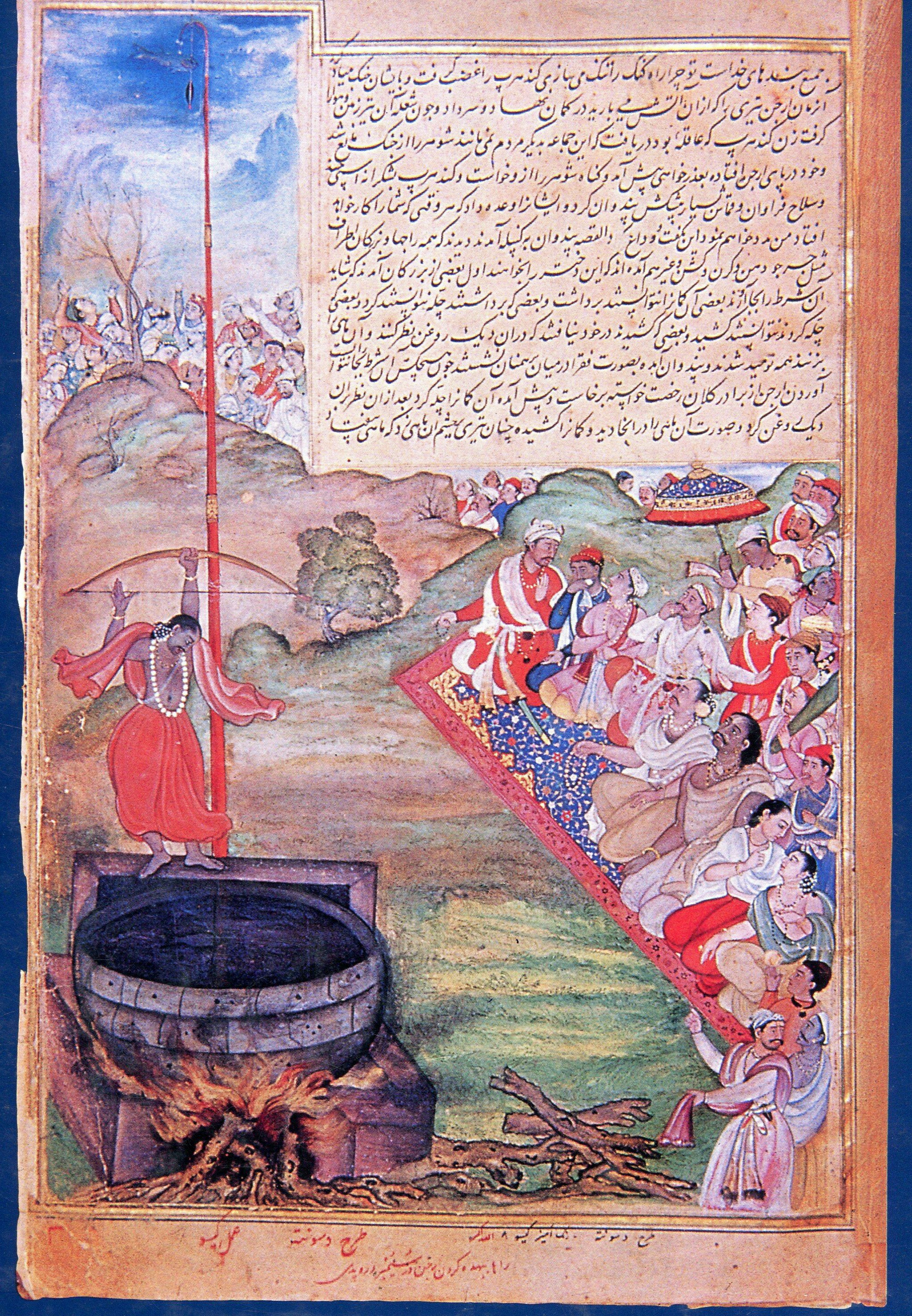
آرجونا اثر هنرمند داوسونت و کیهو از جیپور نسخه اکبر.

در سال ۱۵۸۲ میلادی، یک فرمان برای ترجمه مهاباراتا به زبان فارسی داده شد. کار ترجمه مهاباراتا، که دارای یک لک (۱۰۰٬۰۰۰) اشلوک (بیت شعر) است، در طول دوره ۱۵۸۴–۱۵۸۶ انجام شد. امروز یک نسخه از این ترجمه را می‌توان در «موزه قصر شهر» جیپور یافت. مشفق به نقاشی‌های این کتاب کمک کرده‌است. ویژگی این رزم‌نامه نقاشی از وقایع مهاباراتا در آن است.

## نسخه دوم
کار ترجمه نسخه دوم رزمنامه بین ۱۵۹۸ تا ۱۵۹۹ پایان یافت. نسخه دوم در مقایسه با نسخه نخست دقیق تر است. ۱۶۱ نقاشی در این رونوشت، تصاویری از مهابهاراتا را ارائه می‌دهند. این نقاشی‌ها نشانه هنرمندی هنرمندان زمان اکبر بود. این به وضوح نشان می‌دهد حمایت از هنرمندان در زمان حکومت اکبر چقدر بالا بوده‌است. نسخه‌ها به اعضای خانواده‌های سلطنتی به عنوان هدیه برای کمک به آنها در درک بهتر دین هندو فرستاده شدند. طبق گفته عبدالقادر بن ملوک شاه بدائونی، مأمور اکبر، او دستور داد که نسخه‌ها به تمامی امیران پادشاهی او فرستاده شود و دستور داده شد آنها را به عنوان هدیه ای از خدا بپذیرند. با توجه به مقدمه نوشته شده توسط ابوالفضل علامی، مورخ دربار اکبر، قصد پشت این هدایا و توزیع آنها بسیار محبت آمیز بود.